# Pilemostoma
Pilemostoma is een geslacht van kevers uit de familie bladkevers (Chrysomelidae).
De wetenschappelijke naam van het geslacht werd in 1891 gepubliceerd door Desbrochers.

## Soorten
- Pilemostoma fastuosa (Schaller, 1783)